# Neosharpiella turgida
Neosharpiella turgida là một loài Rêu trong họ Gigaspermaceae. Loài này được (Mitt.) H. Rob. & Delgad. mô tả khoa học đầu tiên năm 1973.